# 香川景嗣
香川 景嗣（かがわ かげつぐ、寛政4年（1792年） - 慶応元年12月23日（1866年2月8日））は、江戸時代末期の歌人。初名は景礼、通称は木工、清三郎など。梅月堂五世。先代の梅月堂四世・香川景柄（香川黄中）の養子となった。
寛政4年（1792年）、伏田家の一族として京都に生まれる。長じて香川景柄の門人となった。香川景柄は養子の香川景樹の才能に不信を抱き、景樹に別家を立てさせ、景嗣を養子として迎えた。家集に「残香集」などがある。